# Soragna
Soragna là một thị xã ở tỉnh Parma, phía bắc Italia. Thị xã này có diện tích 97 ki-lô-mét vuông và dân số là 4.500.